# Wysokość dynamiczna
Wysokość dynamiczna – wartość liczby geopotencjalnej podzieloną przez normalne przyspieszenie siły ciężkości na poziomie morza dla szerokości geograficznej 45°:
{\displaystyle H_{p}^{d}=-{\frac {C}{\gamma _{0}^{45}}}={\frac {1}{\gamma _{0}^{45}}}\int \limits _{0}^{P}\ gdh.}
{\displaystyle \gamma _{0}^{45}} – wartość przyspieszenia normalnego dla szerokości, φ = 45° obliczone dla pewnego modelu rozkładu masy Ziemi na poziomie morza.
Wartość ta dla systemu GRS 80 wynosi:
{\displaystyle \gamma _{0}^{45}=9{,}806199203\ \mathrm {ms} ^{-2}.}
Liczba geopotencjalna wyraża pracę w polu potencjalnym: C = WP – W0.
Poprawka dynamiczna wyraża się wzorem:
{\displaystyle PH^{d}=h\sum \limits _{A}^{B}{\frac {g-\gamma _{0}^{45}}{\gamma _{0}^{45}}}\Delta h.}
Wysokości dynamiczne i poprawki dynamiczne są wyznaczone ściśle, bez jakichkolwiek przybliżeń, jedynie na podstawie pomierzonych wysokości i przyspieszenia sił ciężkości. Wysokości te nie mają żadnej interpretacji geometrycznej, nie można wskazać ani punktów, ani powierzchni, których odległość znaczyłaby wysokość dynamiczną. Jednakże punkty znajdujące się na tej samej powierzchni ekwipotencjalnej mają tę samą wysokość dynamiczną. Zatem spokojna powierzchnia jeziora, która dobrze wizualizuje powierzchnię poziomą, ma w każdym punkcie tę samą wysokość dynamiczną. System wysokości dynamicznych nie uwzględnia nierównoległości powierzchni ekwipotencjalnych. Wysokości dynamiczne mają zastosowanie w technice, przy projektach związanych z budownictwem wodnym. Wysokości tych nie możemy zastosować do wyznaczenia figury Ziemi według koncepcji Stokesa.